# Čitluk (Kruševac)
Čitluk  (serb. Читлук) ist ein Ort in der serbischen Gemeinde Kruševac.
Der Ort hat 3154 Einwohner (Zensus 2002).